# James Otis
James Otis (Boston, 11 agosto 1826 – San Francisco, 30 ottobre 1875) è stato un politico statunitense, 15° sindaco di San Francisco.